# Sommer-Paralympics 2012/Teilnehmer (Portugal)
| stlisierte Goldmedaille | stlisierte Silbermedaille | stlisierte Bronzemedaille |
| ----------------------- | ------------------------- | ------------------------- |
| —                       | 1                         | 2                         |

Portugal entsendete zu den Sommer-Paralympics 2012 in London eine aus 30 Sportlern bestehende Mannschaft.

## Teilnehmer nach Sportart

### Boccia
Frauen:
- Susana Barroso
- Cristina Goncalves

Männer:
- Armando Costa
- João Paulo Fernandes
- Fernando Ferreira
- Jose Macedo
- Luís Silva
- Abilio Valente
- Domingos Vieira

### Leichtathletik
Frauen:
- Raquel Cerqueira
- Ines Fernandes
- Maria Fiuza

Männer
- Nuno Alves
- Rodolfo Alves
- Firmino Baptista
- Hugo Cavaco
- Lenine Cunha
- Nelson Goncalves
- Gabriel Macchi
- Joaquim Machado
- Ricardo Marques
- Jorge Pina
- Gabriel Potra
- Ricardo Vale

### Reiten
Frauen:
- Sara Duarte

### Rudern
Frauen:
- Filomena Franco

### Schwimmen
Frauen
- Simone Fragoso

Männer
- David Grachat
- Joao Martins
- Adriano Nascimento